# Monumento al Héroe Desconocido en Avala
El Monumento al Héroe Desconocido en Avala (en idioma serbio: Spomenik Neznanom junaku na Avali; cirílico: Споменик Незнаном јунаку на Авали)es un mausoleo monumental en la cima de la montaña Avala en el sureste de Belgrado (municipio Voždovac). El creador de este monumento es Ivan Meštrović, un escultor yugoslavo de origen croata. Fue levantado en 1938.

## Historia
Cerca de la ciudad medieval fortificada de Žrnov (siglo XII-15), en la cima de Avala, los habitantes de los pueblos de alrededor levantaron el monumento de piedra en 1922 en el lugar donde estaba situada la tumba del soldado desconocido de la Primera Guerra Mundial. Después de más de una década, de acuerdo con el deseo del rey Alejandro I de Yugoslavia (en serbio: Aleksandar I Karađorević) y con la acción general de levantar el monumento al soldado desconocido en otros países aliados en esa guerra (desde 1920 en Francia, Inglaterra, Italia, Bélgica, Canadá, EE.UU.), los restos de la ciudad de Žrnov fueron destruidos y en esa zona se construyó el monumento colosal – Mausoleo del Soldado Desconocido, el monumento público más grandioso en el punto más alto de Belgrado. Ese lugar se ha convertido en un lugar simbólico de honor a todos los guerreros caídos en las guerras de 1912-1918 años. Esta es una obra maestra arquitectónica y escultórica realizada de acuerdo con los planes de Ivan Meštrović, escultor muy activo laboralmente en el Reino de Yugoslavia. El artista fue seleccionado de acuerdo con la importancia de la obra. En la creación del concepto del programa, además de Meštrović participó el rey Alejandro I mismo y fue él quien tomó la decisión final en la seleccionó de proyecto.

## Construcción
monumento al Héroe Desconocido
Los bloques de granito en bruto, piedra sólida de color gris oscuro (roca ígnea), fueron transportados desde la cantera "Jablanica", cerca de Mostar, en el valle del Neretva, a la estación de tren en Ripanj, cerca de Belgrado. De ahí, por una vía estrecha los bloques fueron transportados a la cima de Avala, donde se realizaron el acabado de trabajo, pulido y planchado. Para este propósito, a la obra de construcción fueron llevados la electricidad y el agua. Cerca del antiguo monumento fueron construidas las barracas con talleres de talla en piedra y espacio para el almacenamiento de materiales. Las esculturas monumentales de las cariátides llegaban desde el taller de Meštrović en Split al pie de Avala, y luego, igual que bloques de piedra, fueron transportadas en vagones hasta la cima. Después, con la ayuda de una grúa fueron colocadas en un alto andamio construido alrededor de la base del monumento. La construcción comenzó el 18 de junio de 1934 y duró cuatro años. El fundamento y el núcleo del monumento están construidos de hormigón armado, y luego sobre la base fueron colocados bloques de piedra oscura noble. El primer bloque de granito fue colocado 1935[1]. Los expertos de la Dirección Técnica de la Corte Real supervisaron la construcción de monumentos. Jefe de obras de ingeniería fue el coronel Stevan Zivanović. En el proceso de construcción, procesamiento de piedra y montaje de bloques participaron los miembros del Ejército Real yugoslavo y de la Armada. En Vidovdan de 1934, el rey Alejandro I de Yugoslavia puso la Escritura sobre la construcción del monumento en la base del memorial que luego fue consagrada. En la cima del sarcófago está inscrito: "EL REY ALEJANDRO I DE YUGOSLAVIA AL HÉROE DESCONOCIDO" y en el lado opuesto el año de finalización del monumento "MCMXXXVIII" (1938). Meštrović diseñó dos variantes de monumento que iba a personificar la idea de la fama y honra con dignidad. Para expresar esa idea se eligió una forma sencilla, pero que mantiene en sí misma la tradición de los mausoleos y otros monumentos conservados de la época del arte antiguo temprano. Al final, no se eligió la forma del templo o santuario según la idea original, sino un sarcófago monumental (ataúd de piedra) con un paso por el medio - la tumba con pedestal de cinco escalones, un símbolo de cinco siglos de esclavitud de Serbia bajo el dominio turco. Por lo tanto, en este monumento de carácter conmemorativo que al mismo tiempo es una tumba (mausoleo), están mezclándose las formas y significados del antiguo templo y altar, y mausoleo también. Sarcófago destaca la continuidad de las formas comunes de los monumentos funerarios, sobre todo dedicados a las monarcas o personas importantes de la Antigüedad y Edad Media. De modelo especial para este monumento sirvió la tumba de Ciro, gobernador persa, en la ciudad de Pasargada, la antigua capital, situada al sur del actual Irán. En el pedestal del monumento al soldado desconocido hay una cripta oculta, sala subterránea, donde se encuentra el féretro con los restos del guerrero desconocido. La altura del monumento es de 14,5 m, longitud de 36 m, ancho a los pies de 26 m, mientras que la escalera de acceso tiene una longitud de 93 m. Originalmente, el concepto también incluía una fuente circular, que más tarde fue retirada del eje longitudinal del monumento.
Tumba de Ciro en Pasargada, Irán.

## Aspecto del monumento
escalera de acceso
Al mausoleo se llega por las escaleras de acceso en forma de cascada, desde donde se extienden las vistas excepcionales desde el pie hasta la cima del monumento. A través de él se pasa por el eje longitudinal del sarcófago, a través de dos puertas, acentuadas por pares de cariátides monumentales (figuras femeninas en el papel de columnas) con caras que dan hacia el paso, lo que señala la importancia de la dirección del movimiento de los visitantes. Cariátides de 4 metros de altura están talladas en una sola pieza de piedra y hechas del mismo material que los bloques de piedra. Estas son las enormes esculturas en la entrada-puerta, vestidas con diferentes trajes nacionales decorados con ricos ornamentos. En la manera del procesamiento de ropa se llevó a cabo una estilización geométrica, mientras que las caras son realistas, algunas con carácter y otras neutras. Las guardianas monumentales descalzas, con la expresión y actitud dignas y sin emoción, están de pie en contraposto (con una pierna flexionada ligeramente en estado de reposo), con las manos en distintas posiciones. Son mujeres con aspecto juvenil, es decir, las mujeres eternamente jóvenes, los símbolos de las madres de todos guerreros caídos que apuntan a la idea de la gloria eterna y atemporal y a la idea de la unidad de todos los yugoslavos, de todas las nacionalidades en el Reino de Yugoslavia, con las representaciones de la mujer „bosnia, montenegrina, dalmaciana, croata, eslovena, de Vojvodina, Serbia y sur de Serbia.“ Meštrović respondió plenamente a las exigencias del rey Alejandro e hizo una obra artística magnífica, muy bien proporcionada y elaborada con gran precisión, que causa admiración. Después de la construcción del nuevo monumento grandioso en 1938, los restos del guerrero serbio desconocido fueron excavados del antiguo monumento, que luego fue destruido, y enterrados en la nueva cripta. Los restos de otros soldados, que también fueron enterrados ahí, fueron trasladados al osario cerca de la iglesia Ruzica (Ružica) en el área de la fortaleza de Belgrado, mientras los objetos militares fueron entregados al Museo Militar de Belgrado. Obras de conservación y restauración en el monumento se llevaron a cabo en 1967 y 1989, y el Instituto para la protección de los monumentos culturales elaboró el proyecto de la sanación y revitalización de monumentos en 1993. Monumento al héroe desconocido se establece como un monumento cultural en 1984 y en 1987 como un patrimonio cultural de importancia excepcional.

## Literatura
- Б.М.Степановић, Национални тестамент краља Александра I, Београд 2005 (фототипско изд.издања из 1936)
- С.Живановић, Споменик незнаном јунаку на Авали 1938-1968, Београд 1968.
- И.Мештровић, Успомене на политичке људе и догађаје, Загреб 1969.
- О.Манојловић, Традиције Првог светског рата у београдској јавности 1918-1941, Филозофски факултет 1996. (магистарски рад)
- Љ.Димић, Културна политика краљевине Југославије 1918 – 1941, књ.1, Београд 1996.
- Е.Б.Вахтел, Стварање нације, разарање нације, књижевност и културна политика у Југославији, Београд 2001.
- О.Манојловић Пинтар, Идеолошко и политичко у споменичкој архитектури Првог и Другог светског рата на тлу Србије, Филозофски факултет 2004. (докторски рад)
- А.Игњатовић, Од историјског сећања до замишљања националне традиције: споменик Незнаном јунаку на Авали (1934-38), у зборнику Историја и сећање: студије историјске свести, Београд 2006.
- М.Јовановић, Да ли је срушен само Жрнов ?, Гласник ДКС, бр. 30, Београд 2006.
- А.Игњатовић, Југословенство у архитектури 1904-1941, Београд 2007.
- С. и Д.Вицић, Поздрав из Београда 1895 – 1941, књ. 2, Београд 2008.
- Споменик незнаном јунаку, досије споменика културе, Документација Завода за заштиту споменика културе града Београда

- Datos: Q1187994
- Multimedia: Monument to the Unknown Hero (Avala) / Q1187994